# Little Games
Little Games je studiové album britské bluesrockové skupiny The Yardbirds. Jedná se o poslední album, které vyšlo před rozpadem skupiny v roce 1968.

## Seznam skladeb
| Strana 1 | Strana 1                        | Strana 1                   | Strana 1 |
| Pořadí   | Název                           | Autor                      | Délka    |
| -------- | ------------------------------- | -------------------------- | -------- |
| 1.       | Little Games                    | Spiro, Wainman             | 2:25     |
| 2.       | Smile On Me                     | Dreja, McCarty, Page, Relf | 3:16     |
| 3.       | White Summer                    | Page                       | 3:56     |
| 4.       | Tinker, Tailor, Soldier, Sailor | Page, McCarty              | 2:49     |
| 5.       | Glimpses                        | Dreja, McCarty, Page, Relf | 4:24     |

| Strana 2       | Strana 2             | Strana 2                              | Strana 2 |
| Pořadí         | Název                | Autor                                 | Délka    |
| -------------- | -------------------- | ------------------------------------- | -------- |
| 1.             | Drinking Muddy Water | Dreja, McCarty, Page, Relf            | 2:53     |
| 2.             | No Excess Baggage    | Atkins, D'Errico                      | 2:32     |
| 3.             | Stealing Stealing    | trad. arr. Dreja, McCarty, Page, Relf | 2:42     |
| 4.             | Only the Black Rose  | Relf                                  | 2:52     |
| 5.             | Little Soldier Boy   | McCarty, Page, Relf                   | 2:39     |
| Celková délka: | Celková délka:       | Celková délka:                        | 30:28    |

## Sestava
- Keith Relf – zpěv, harmonika, perkuse
- Jimmy Page – kytara
- Chris Dreja – baskytara
- Jim McCarty – bicí, perkuse, doprovodný zpěv

### Hosté
- Nicky Hopkins – klávesy
- Clem Cattini – bicí
- John Paul Jones – baskytara, violoncello